# 深圳大学外国语学院
深圳大学外国语学院是深圳大学的下属学院，成立于2006年9月，由文学院外文系、大学英语教学部及师范学院外语教育系整合而成。

## 历史沿革
- 1983年，深圳大学外语系成立，西方语言文学大师李赋宁教授任首任系主任。
- 1995年，获批日语本科专业[2]。
- 2006年，9月，原文学院外文系、大学英语教学部、师范学院外语教育系合并组建外国语学院。
- 2011年，获批日语语言文学二级硕士点。
- 2012年，获批法语本科专业[3]。
- 2018年，获批西班牙语、德语本科专业[4]。
- 2019年，首次面向国内16所外国语中学招收保送生。
- 2021年，10月，获批翻译专业学位硕士点。
- 2022年，6月，依托外国语学院设立区域国别与国际传播研究院[5]。
- 2023年，4月，与巴黎法语联盟共建的深圳法语联盟揭牌。
- 2024年，9月，获批外国语言文学一级学科博士点[6]。
- 2025年，6月，四个小语种本科专业优化为语言+国别与区域专业。

## 管理团队
| 院长 - 戴永红 | 党委书记 - 邱江平 |

| 副院长 - 胡亦杰 | 副院长 - 贾陆依 | 副院长 - 金娜娜 | 副院长 - 张丹阳 | 党委副书记 - 李慧敏 |

## 专业设置
| 学系（研究院）           | 本科专业 | 硕士专业 | 博士专业                 |
| ------------------------ | --- | --- | ------------------------ |
| 英语系                   | 英语 - 英语语言文学 - 师范 - 国际经贸与英语实验班（与经济学院联合培养） - 国际传播创新实验班（与传播学院联合培养） | 外国语言文学（学术学位） 翻译（专业学位，英语口译方向） 学科教学（英语）（专业学位，非全日制，与教育学部合作） | 外国语言文学（学术学位） |
| 日语系                   | 日语（国别与区域）                                                                                                 | 日语语言文学（学术学位）                                                                                       | 外国语言文学（学术学位） |
| 西方语言系               | 法语（法英国别与区域）                                                                                             | 法语语言文学（学术学位）                                                                                       | 外国语言文学（学术学位） |
| 西方语言系               | 西班牙语（国别与区域）                                                                                             | 西班牙语语言文学（学术学位）                                                                                   | 外国语言文学（学术学位） |
| 西方语言系               | 德语（德英国别与区域）                                                                                             | 无 | 外国语言文学（学术学位） |
| 区域国别与国际传播研究院 | 无 | 国别和区域研究（学术学位）                                                                                     | 外国语言文学（学术学位） |

## 教研架构

深圳大学外国语学院院徽（2019年）

### 教学单位
- 英语系
- 日语系
- 西方语言系
- 大学英语教学部
- 成人教育部

### 研究机构
- 区域国别与国际传播研究院
  - 荷兰研究中心
  - 中国海外利益研究中心
  - 环孟加拉湾地区研究所
  - 拉丁美洲研究中心
  - 东亚研究中心
  - 量子语言学研究中心
  - 神经语言学实验中心
  - 非洲研究中心
  - 葡语国家研究中心
  - 中东研究中心
  - 犹太-以色列研究中心和俄罗斯研究中心
- 语言测试与评估中心
- 诗歌与戏剧研究中心

### 行政机构
- 行政办公室
- 党务办公室
- 本科教务室
- 本科生辅导员办公室
- 研究生办公室（科研办公室）
- 图书资料室

### 教学实验室
- 外语教学实验中心
- 同声传译实验室
- 听说语言室
- 3D虚拟录播实验室

## 品牌活动
- 外语魅力文化周
- 外语戏剧大赛

## 知名学者
- 李赋宁：中国西方语言文学大师
- 谭载喜：深圳大学特聘教授，香港浸会大学荣休教授，主要研究领域为文学翻译理论与实践[7]
- 戴永红：国家社科基金重大项目首席专家，深圳大学特聘教授，主要研究领域为国际关系、区域国别与世界经济研究
- 刘岩：教育部“新世纪优秀人才支持计划”获得者，深圳大学特聘教授，主要研究领域为英美文学

## 知名院友
工商、财经界
- 陈文生—83英语，深圳市欧美商务服务有限公司总裁，深圳马哥孛罗好日子酒店董事长[8]
- 倪潮锋—88英语，深圳市再丰电子工具有限公司董事长，深圳市潮商小额贷款公司执行董事、深圳市前海汇融丰资产管理公司董事长[9]
- 余清风—88英语，深圳市好阳光国际旅行社董事长[10]
- 周玮—89英语，深圳至祥置业公司董事总经理[11]
- 杨涛—90英语，深圳杨涛翻译公司IntLingo(Hong Kong)Limited总裁

政府公务员
- 朱廷峰—87英语，深圳市政府原副秘书长[12]

传媒演艺界
- 栗璐雅—08英语，深圳2011世界大学生运动会“大运之星”（礼仪）选拔赛全国冠军[13]

学术界
- 田晓萍—99英语、法学，深圳大学法学院副教授